# スタヒイ
聖使徒スタヒイ（せいしと - , ギリシア語: Στάχυς ὁ Ἀπόστολος, 英語: Stachys the Apostle、? - 54年）は、正教会で七十門徒に数えられる聖人であり、初代ビザンティオン主教（在位：38年 - 54年）。記憶日は11月13日（修正ユリウス暦使用教会では10月31日）。日本正教会による祈祷書における表記はスタヒイ。スタヒスは現代ギリシア語からの転写。日本聖書協会の新共同訳聖書ではスタキスと表記されている（ローマの信徒への手紙 16:9）。

## 正教会による伝承
正教会では、聖使徒アンドレイ（アンデレ）に続いてビザンティオン主教となったと伝えられている。ビザンティオン主教座はのちにコンスタンディヌーポリ総主教座となったため、コンスタンディヌーポリ総主教のリストでは聖使徒アンドレイの直後に名が挙げられる。
新約聖書のローマの信徒への手紙16章9節に言及されているスタヒイが、七十門徒かつビザンティオン主教と伝えられるスタヒイであるとされる。該当箇所の記述に拠れば聖使徒パウェル（パウロ）の弟子であるが、新約聖書には他にスタヒイについて記述されている箇所は無い。
アルギロポリに教会を設立し、16年間伝道に従事した後、致命したと伝えられる。
その死についてはっきりした事は伝えられていないが、スタヒイという名が「穂」という意味なので、迫害によって鎌で首を斬られたという伝承が存在する。